# Эльснер, Ханнелоре
Ханнелоре Эльснер (фр. Hannelore Elsner; 26 июля 1942 — 21 апреля 2019) — немецкая актриса

 театра и кино.

## Биография
Родилась под именем Ханнелоре Эльстнер в Бургхаузене 26 июля 1942 года. Её пятилетний брат погиб во время воздушного налета в конце Второй мировой войны. Её отец умер от туберкулеза, когда ей было восемь лет.
После окончания Школа драмы в Мюнхене она была приглашена в Мюнхенский Камерный театр. Она была первой, кто появился обнаженным на сцене в том театре.
Эльснер снялась в своем первом фильме «Старый Гейдельберг» в 1959 году в возрасте 17 лет. Позже была открыта для более серьёзной актёрской игры у Эдгара Райца, который взял её вместе с Эльке Зоммер на главную роль в фильме 1973 года «Путешествие в Вену», ставшая первой ролью за пределами Германии. Позже она снялась в фильмах и телесериалах, таких как «Шварцвальдская клиника». Эльснер запомнилась по главной роли в немецком детективном сериале «Женщина-комиссар», который транслировался по общественному телевидению в 66 эпизодах с 1994 по 2006 год. Она была первой женщиной, сыгравшей инспектора в телесериале.
Эльснер добилась международного признания за свою главную роль в фильме 2000 года «Неприкасаемые», повествующем о последних днях жизни писательницы, тесно связанной с жизнью Гизелы Эльснер, которая покончила с собой в 1992 году. Черно-белый фильм был написан и снят сыном Гизелы Эльснер, Оскаром Рёлером. Этот фильм был представлен на Каннском кинофестивале и получила три кинопремии. Последний фильм, в котором снялась Эльснер был «Сакура и демоны» Дорис Дёрри.
Эльснер умерла от рака в клинике Мюнхена 21 апреля 2019 года.